# جونا لوي
جونا لوي (بالإنجليزية: Jonah Lowe)‏ هو لاعب اتحاد الرغبي نيوزلندي، ولد في 9 مايو 1996 في هاستينجس في نيوزيلندا.

## وصلات خارجية
- جونا لوي على موقع ItsRugby.co.uk (الإنجليزية)